# 第一代汉基男爵莫里斯·汉基
莫里斯·汉基，第一代汉基男爵，GCB，GCMG，GCVO，PC，FRS ，（1877年4月1日—1963年1月26日），英国政治家、外交官，他作为大卫·劳合乔治战时内阁的高级顾问于1916年被任命为第一任内阁秘书，参与第一次世界大战期间英国政府的重要决策。他长期担任内阁秘书一职直至1938年为止，其后他曾短暂的在二战期间加入丘吉尔内阁出任兰开斯特公爵领地事务大臣。
汉基的传记作者约翰·F·内勒在其书中描写道：“汉基坚持维多利亚时代晚期的帝国外交政策，他的政策试图维持英国在海外殖民地的统治，并尽可能避免让英国卷入欧洲大陆的纷争。他的爱国主义精神是毫无疑问的，但他对历史变化过程中的敏感度则被证明是有限的。”内勒还发现：“汉基并没有完全意识到法西斯主义的危害……除了对英国的军事威胁外，他也未完全理解工党成为主要执政党所带来的国内政治面貌的新变化……汉基的这些缺点是属于他那个时代背景的典型特征，但他的优势在于他远比他同时代的人都更能把握纷繁复杂的国际概况”。

## 文献来源
- Hankey, Maurice. . Volume I (1914–1918). George Allen. 1961. OCLC 249296.
- Hankey, Maurice. . Volume II (1914–1918). George Allen. 1961. OCLC 886110948.
- Naylor, John F. A man and an institution: Sir Maurice Hankey, the cabinet secretariat and the custody of cabinet secrecy (1984)
- Roskill, Stephen. . Volume I (1877–1918). Collins. 1970. ISBN 0-00-211327-9.
- Roskill, Stephen. . Volume II (1919–1931). Collins. 1972. ISBN 0-00-211330-9.
- Roskill, Stephen. . Volume III (1931–1963). Collins. 1974. ISBN 0-00-211332-5.